# Gerald Szyszkowitz
Gerald Szyszkowitz (* 22. Juli 1938 in Graz) ist ein österreichischer Fernsehfunktionär, Regisseur, Schriftsteller und Maler.

## Leben und Werdegang
Gerald Szyszkowitz ist Sohn eines Versicherungskaufmanns und wuchs in einer Familie des Großbürgertums auf. Nachdem er 1956 seine Reifeprüfung am Akademischen Gymnasium in Graz abgelegt hatte, begann er ein Studium der Theaterwissenschaft und der Germanistik an der Universität Wien. 1960 promovierte er dort zum Doktor der Philosophie. Nachdem er eine Weltreise unternommen hatte, wirkte Szyszkowitz von 1962 bis 1968 als Regisseur an diversen deutschen Theatern und von 1968 bis 1972 als Chefdramaturg am Grazer Schauspielhaus.
Ab 1972 war er Chefdramaturg des Österreichischen Rundfunks und leitete ab 1973 dessen Hauptabteilung Fernsehspiel. In dieser Funktion übernahm er auch die Leitung der Buchreihe Fernsehspiel-Bibliothek für den ORF. Diese Funktion übte er bis 1994 aus; zahlreiche seiner Produktionen erhielten in- aus ausländische Fernsehpreise. In dieser Zeit entstanden unter anderem "Die Alpensaga" (Regie Dieter Berner), "Schöne Tage" und "Das Dorf an der Grenze" (Regie jeweils Fritz Lehner) sowie "Eine blassblaue Frauenschrift" und "Radetzkymarsch" (Regie jeweils Axel Corti). Neben seiner leitenden Funktion im Fernsehen veröffentlichte Szyszkowitz zahlreiche eigene literarische Werke. 1982 nahm er am Ingeborg-Bachmann-Wettbewerb in Klagenfurt teil. Von 2001 bis 2009 war er Leiter und Hauptregisseur des Wiener Theaters Freie Bühne Wieden, wo er unter anderem eine Reihe seiner eigenen Theaterstücke zur Uraufführung brachte.
Szyszkowitz ist Verfasser von Theaterstücken, Romanen und Erzählungen; daneben übersetzt er gemeinsam mit seiner Frau Uta aus dem Französischen. Er ist Mitglied des Österreichischen PEN-Clubs. Szyszkowitz hat auch sein malerisches Werk in mehreren Ausstellungen der Öffentlichkeit vorgestellt.
Er ist seit 1962 mit der Literaturübersetzerin Uta Szyszkowitz verheiratet und hat mit ihr drei gemeinsame Kinder: Stefan, Tessa und Franz Szyszkowitz. Aglaia und Roswitha Szyszkowitz sind seine Nichten. Seit 1995 lebt er als freier Schriftsteller im niederösterreichischen Maria Enzersdorf.

## Auszeichnungen
- 1964: Wartinger-Preis des Landes Steiermark[2]
- 1981: Grillparzer-Ring
- 1983: Kulturorden des polnischen Staates
- 1990: Jugendbuchpreis der Stadt Wien
- 2007: Niederösterreichischer Kulturpreis in der Sparte Literatur[3]
- 2010: Österreichische Ehrenkreuz für Wissenschaft und Kunst I. Klasse[4]

## Werke
- Remigius Geyling, ein Bühnenbildner aus der Stilwende der Sezession, Dissertation, Universität Wien, Wien 1960
- Kainiten. Stück in 7 Bildern, TSV Thomas-Sessler-Verlag, München 1969
- Waidmannsheil oder Schöne Grüße aus der Steiermark, Suhrkamp, Frankfurt (M.) 1971
- Die Schelmenstreiche des Scapin, TSV Thomas-Sessler-Verlag, München 1975
- Der Thaya, Verlag Zsolnay, Wien/Hamburg 1981
- Seitenwechsel, Verlag Zsolnay, Wien/Hamburg 1982
- Osterschnee, Verlag Zsolnay, Wien/Hamburg 1983
- Furlani oder Die Zärtlichkeit des Verrats, Verlag Zsolnay, Wien/Hamburg 1985
- Puntigam oder Die Kunst des Vergessens, Verlag Zsolnay, Wien/Hamburg 1988
- Auf der anderen Seite, Neuer Breitschopf-Verlag, Wien 1990
- Moritz und Nathalie oder Die Angst vor der Sehnsucht, Neuer Breitschopf-Verlag, Wien 1991
- Theaterstücke, Neuer Breitschopf-Verlag, Wien 1991
- Der Liebe lange Weile, Boesskraut & Bernardi in der hpt-Verlagsgesellschaft, Wien 1992
- Lieben wie gedruckt oder Die Herren der Herrengasse, Boesskraut & Bernardi in der hpt-Verlagsgesellschaft, Wien 1993
- Der Vulkan und andere Erzählungen, Boesskraut & Bernardi in der hpt-Verlagsgesellschaft, Wien 1994
- Die Badenweiler oder Nichts wird bleiben von Österreich, Boesskraut & Bernardi in der hpt-Verlagsgesellschaft, Wien 1995
- Anna oder Der Flügelschlag der Freiheit, Edition Va Bene, Wien/Klosterneuburg 1996
- Die Lesereise der Katja Thaya, Edition Va Bene, Wien/Klosterneuburg 1998
- Mord vor der Klagemauer, Edition Va Bene, Wien/Klosterneuburg 1999
- Mord in Bethlehem, Wien-Verlag, Wien 2000
- Gesamtausgabe, Wien-Verlag – AWV, Wien
  - 1. Der Thaya, 2001
  - 2. Seitenwechsel, 2002
  - 16. Mord in Jerusalem, 2001
  - 17. Szymanski oder Man kann das ganze Fernsehen umbringen, aber doch nicht seinen Chef, 2002
- Schloss Hunyadi, Tatort. Kriminalnovelle. Edition Roesner, Mödling 2014. ISBN 978-3-902300-89-8.
- Das falsche Gesicht oder Marlowe ist Shakespeare. Roman. Mit einem Nachwort von Erich Schirhuber. Edition Roesner, Krems 2015.  ISBN 978-3-903059-01-6.
- Marlowe und die Geliebte von Lope de Vega. Novelle. Edition Roesner, Krems 2016.  ISBN 978-3-903059-11-5.

## Ausstellungskataloge
- Gerald Szyszkowitz, Israel, Ägypten, Steiermark, Graz u. a. 1999
- Gerald Szyszkowitz, Über meine Bücher, Graz u. a. 1999
- Gerald Szyszkowitz, Alaska, Krumau, Triest, Venedig, Graz u. a. 2000
- Gerald Szyszkowitz, Thaya, Brenta, Attersee, Graz u. a. 2001

## Übersetzungen
- Marc Camoletti: Grand Palace, München u. a. 1971 (übersetzt zusammen mit Uta Szyszkowitz)
- Marc Camoletti: Hier sind Sie richtig, München 1970 (übersetzt zusammen mit Uta Szyszkowitz)
- Marc Camoletti: Kein bißchen Angst vor Eifersucht, München u. a. 1969 (übersetzt zusammen mit Uta Szyszkowitz)
- Pierre Daix: Marxismus, Graz u. a. 1976 (übersetzt zusammen mit Uta Szyszkowitz)
- Jean Genet: Briefe an Roger Blin, Hamburg 1967 (übersetzt zusammen mit Uta Szyszkowitz)
- Victor Hugo: Tausend Francs Belohnung, Berlin 1974 (übersetzt zusammen mit Uta Szyszkowitz)
- Charles W. Ingrao: Josef I., Graz u. a. 1982 (übersetzt zusammen mit Uta Szyszkowitz)
- Derek McKay: Prinz Eugen von Savoyen, Graz u. a. 1979 (übersetzt zusammen mit Uta Szyszkowitz)
- Thibaut von Orleans: Ein Schloß in Bayern, Wien u. a. 1974 (übersetzt zusammen mit Uta Szyszkowitz)
- John P. Spielman: Leopold I., Graz u. a. 1981 (übersetzt zusammen mit Uta Szyszkowitz)
- Victor Lucien Tapié: Die Völker unter dem Doppeladler, Graz u. a. 1975 (übersetzt zusammen mit Uta Szyszkowitz)